# Cmentarze Galicji

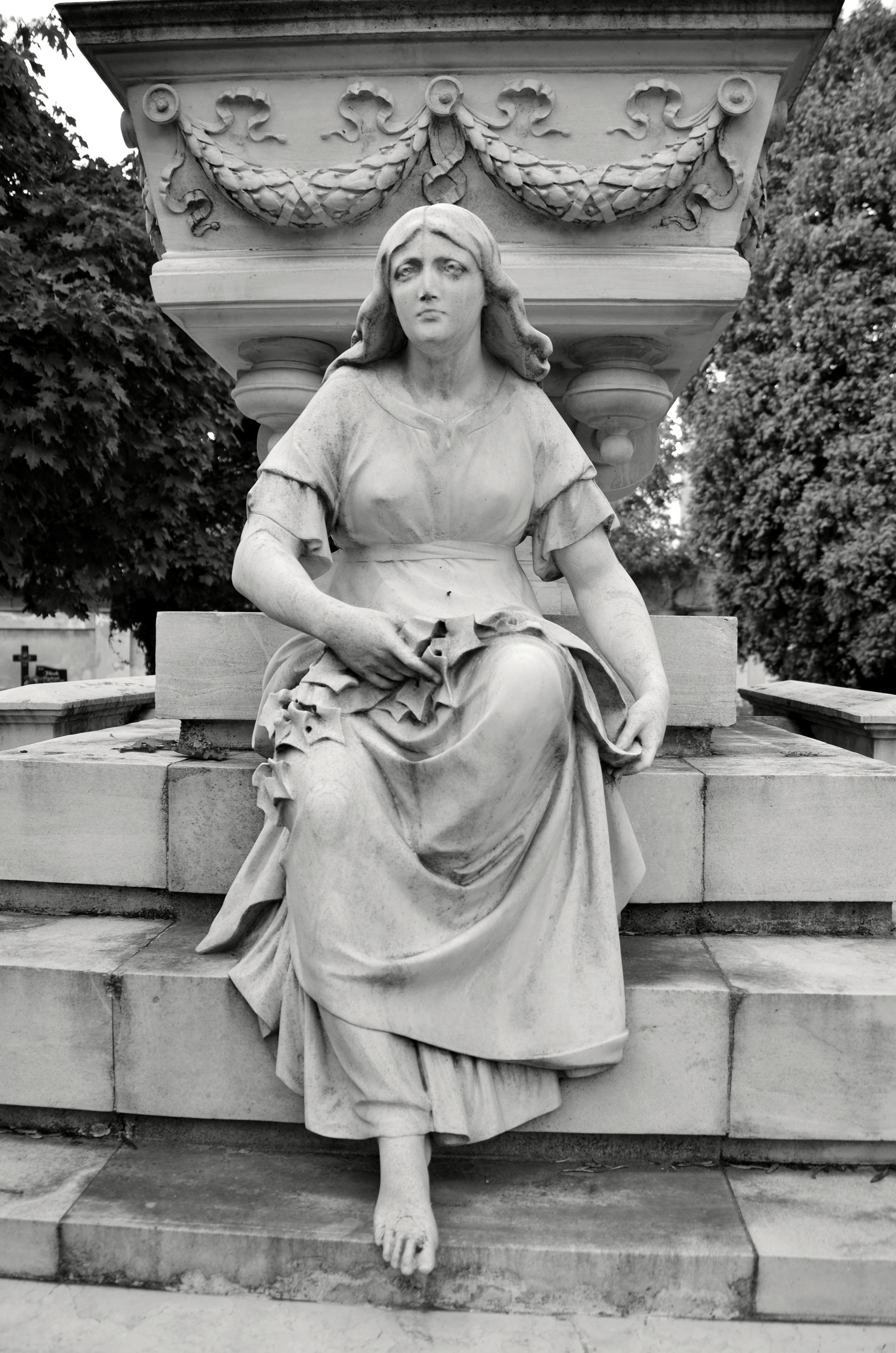
Grobowiec Rudolfa Seelingera na cmentarzu ewangelickim w Białej (Bielsko-Biała)

Cmentarze Galicji (niem. Galizische Friedhöfe) – nekropolie obszarów wchodzących niegdyś w skład austro-węgierskiego kraju koronnego Galicji.
Od średniowiecza obok kościoła znajdował się cmentarz, natomiast ofiary zarazy, samobójców, włóczęgów, kuglarzy, skazańców i ludzi "zmarłych w butach" grzebano za miastem. Na przykościelnym cmentarzu zwłoki starano się umieszczać jak najbliżej kościoła, w jego świętym obrębie (tak, aby przynajmniej cień świątyni padał na miejsce pochówku), dlatego pożądane były miejsca przy murze kościoła, najlepiej pod rynnami. Szczątki ludzkie, w tamtym czasie, umieszczano zwyczajowo płytko pod powierzchnią ziemi, w związku z tym, na wielu cmentarzach użytkowanych przez kilka pokoleń, kości ze starszych grobów wystawały spod warstwy ziemi. Pod kilkunastocentymetrową warstwą gruntu w obrębie samego miasta spoczywały setki, a czasem i tysiące zwłok. Szczątki ludzkich szkieletów, które wystawały ponad powierzchnię ziemi, zbierano co jakiś czas i umieszczano w rozległych dołach, a następnie zalewano wapnem i gliną. Z jednej strony płytkie groby groziły wybuchem epidemii, z drugiej ich rozproszenie w terenie, często w pobliżu kaplic, klasztorów i szpitali, uniemożliwiało rozwój przestrzenny miasta.

## Historia
Cmentarze zamiejskie uznawano wówczas za profanację majestatu śmierci, dlatego powszechny był lęk przed "psim pochówkiem". Przepełnione cmentarze bywały ogniskami epidemii. Dopiero agitacja władz i Kościoła miała przekonać o konieczności higieny. Pierwsze reformy w tej sprawie przeprowadził w roku 1773 Józef II Habsburg. W roku 1781 w Wiedniu wydano i przełożono z języka niemieckiego na język polski, a następnie udostępniono dla powszechnego użytku, broszurę pt. "O pogrzebach wiedeńskich pismo małe" mówiącą o pilnej konieczności zmian w zwyczajach pogrzebowych oraz "Śmierć z grobów". Dwa lata później, dnia 11 grudnia 1783, po przygotowaniu opinii publicznej do radykalnych zmian, Józef II wydał dekret cesarski Kancelarii Nadwornej nakazujący zamknięcie w całym państwie wszystkich cmentarzy przykościelnych i wyznaniowych i polecający magistratom wydzielenie poza obrębem miasta specjalnych obszarów, na których miały być lokalizowane nowe cmentarze. 21 stycznia 1784 Gubernium Galicyjskie opublikowało dekret, a 9 września 1784 weszło w życie rozporządzenie mówiące o karach za nieprzestrzeganie prawa. Po tym okresie  uwidocznił się podział na cmentarze katolickie i prawosławne wskazujący na społeczne rozgraniczenie mieszkańców wedle kryterium wyznaniowego.

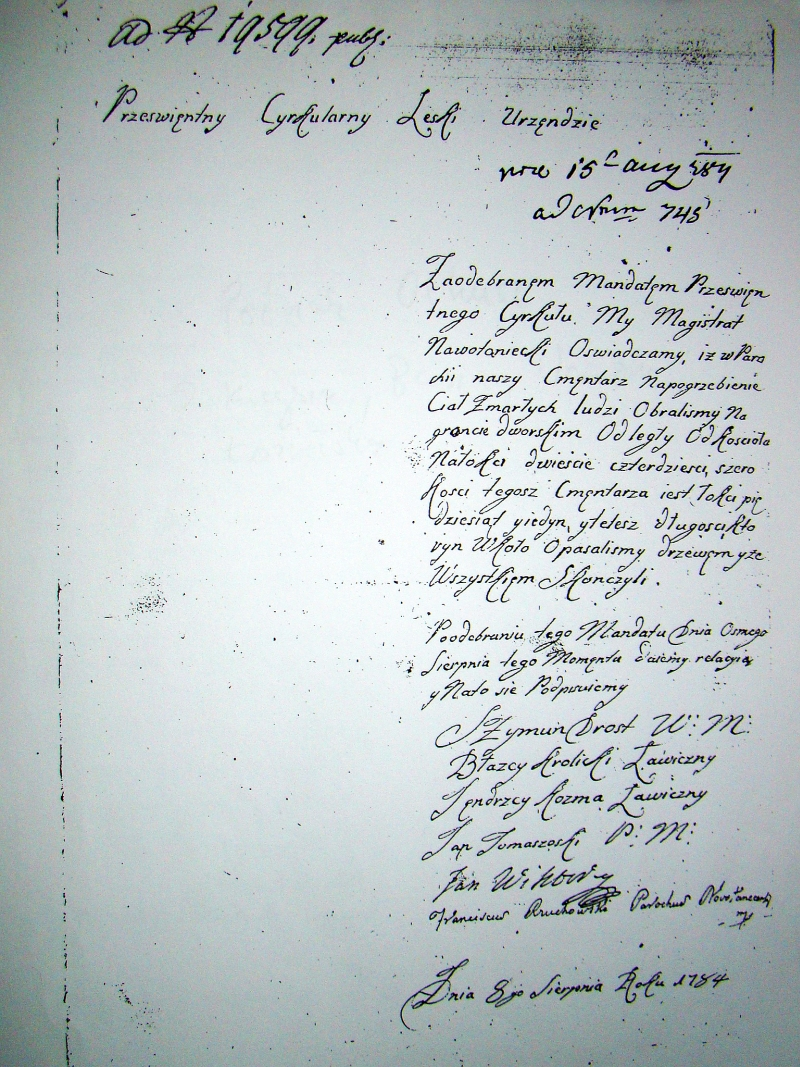
Pismo magistratu nowotanieckiego do cyrkułu leskiego o zakończeniu prac przy wytyczeniu nowego cmentarz z dn. 8 sierpnia 1784 roku

## Architektura cmentarzy
Charakterystyczną cechą cmentarzy Galicji są skupione wokół nich rodzinne kaplice grobowe i mauzolea. Idea prywatnego kultu zmarłych wyłoniła się w okresie renesansu, kiedy to powstały pierwsze upamiętnienia w kryptach kościołów. Najokazalsze z kaplic nakryte są dachami kopułowymi i czaszą zdobioną rzędami kasetonów z rozetami, obramowane pilastrami, przypominające małe kościółki w różnych stylach architektonicznych, z herbami tkwiącymi w tympanonach, zwieńczone mitycznymi rzeźbami Charona i Hypnosa. Między kolumnami fasad umieszczane bywały naturalnych rozmiarów posągi z piaskowca i marmurów. Kaplice takie spotkać można nie tylko przy kościołach wielkich miast, ale także na wsiach i koloniach. Pod koniec XVIII wieku, gdy w Galicji, w ramach nowego porządku, lokalizowano cmentarze na obrzeżach miast, zwyczaj wystawiania rodzinnych kaplic grobowych przyjął się jako nieodłączny element małej architektury nowoczesnych nekropoli. W myśl antycznego pojmowania śmierci grobowiec uważany był za pomnik stojący na granicy dwóch światów, między skończonością a bezkresem, między materią a duchem, naturą i kulturą. Funkcjonowało bowiem przeświadczenie, że śmierć nie jest zaprzeczeniem życia ale jedynie jego momentem. Kaplica cmentarna była w tym ujęciu domem wspomnień, do którego udawali się żyjący krewni i znajomi, by w spokoju oddać się dewocji i komemoracji nad tymi, którzy odeszli. Na największym cmentarzu galicyjskim -  cmentarzu Łyczakowskim we Lwowie znajdują się obecnie 23 kaplice - dwudziesta czwarta została zniszczona sowieckim pociskiem artyleryjskim w lipcu 1944. 
Największe i najlepiej zachowane we wschodniej Galicji są rzymskokatolickie cmentarze w Drohobyczu, Złoczowie, Żółkwi, Stryju, Samborze i Brodach. Wśród pozostałych, interesujące nekropolie znajdują się w Sokalu, Bełzie, Rawie Ruskiej, Mościskach i Gródku Jagiellońskim. Na wielu z nich mieszczą się stare nagrobki z XIX i początku XX w., nierzadko mające wartość artystyczną.

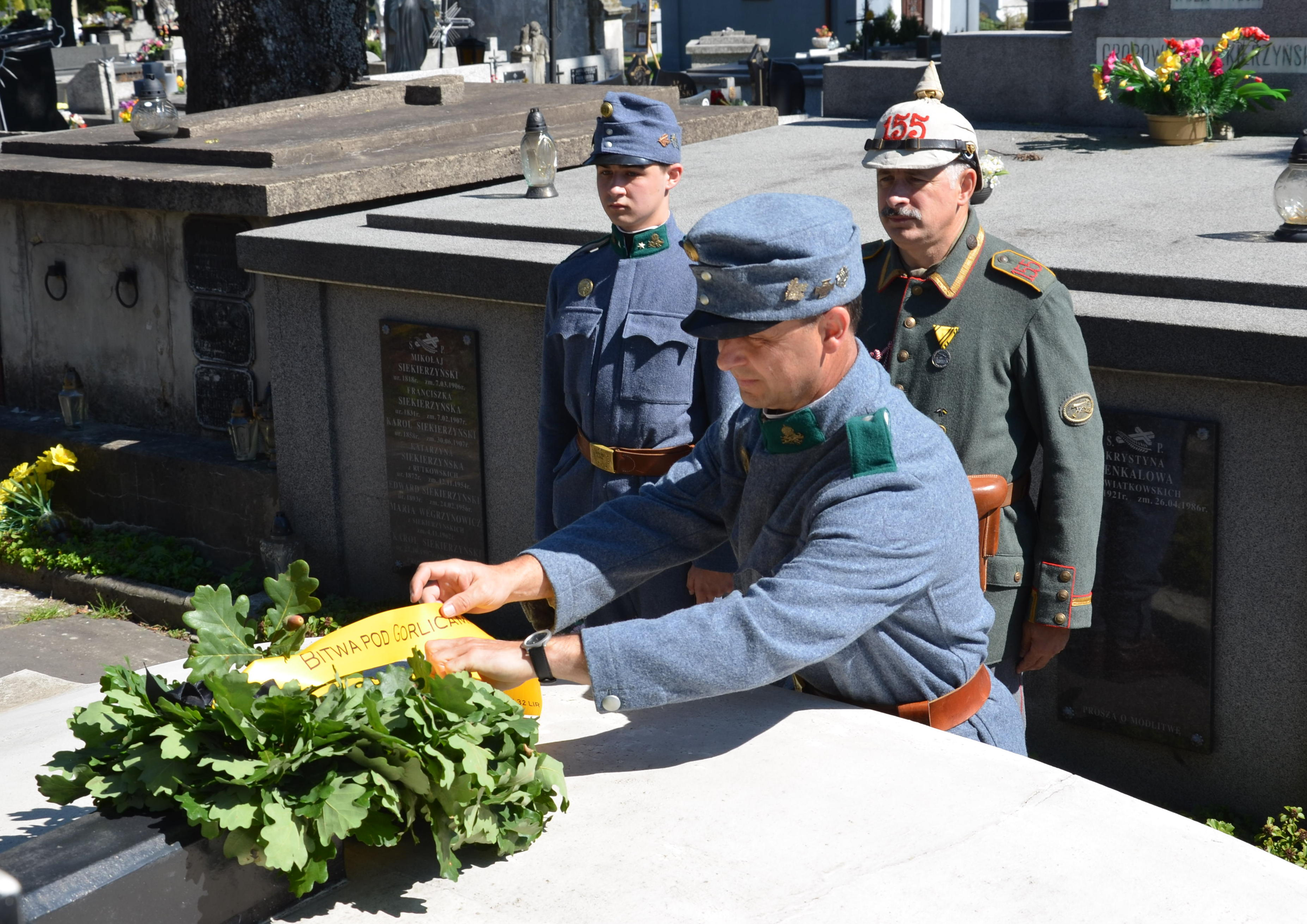
Historycy i grupy rekonstruktorów historycznych przed grobowcem ck. marszałka Dembickiego na Cmentarzu Centralnym w Sanoku w rocznicę bitwy pod Gorlicami

Cmentarze z okresu I wojny światowej są w Galicji zabytkami historii, a także sztuki ze względu na ciekawe nagrobki. Projektantem głównego cmentarza bitwy gorlickiej, zlokalizowanego na Górze Cmentarnej był architekt Emil Ladwieg. Szczególną wartość posiadają również drewniane cmentarze w Beskidzie Niskim zaprojektowane przez słowackiego architekta Dušana Jurkoviča. 
Po II wojnie światowej cmentarze rzymskokatolickie i ewangelickie, zarówno we wschodniej Galicji, jak i w zachodniej części regionu, często pozbawione opieki, uległy dewastacji. Niektóre niszczono celowo, na innych rabowano cenne pomniki nagrobne. Kirkuty żydowskie w większości zostały zniszczone.

## Źródła
- Emil Bielecki. Von galizischen Friedhofen.
- Stanisław Nicieja. Cmentarz Łyczakowski we Lwowie w latach 1786–1986, 1989